# Lena Ek
Lena Ek este un om politic suedez, membru al Parlamentului European în perioada 2004-2009 din partea Suediei.
1. ↑   https://web.archive.org/web/20200605184148/https://www.sodra.com/sv/se/om-sodra/detta-ar-sodra/vara-affarsomraden/, arhivat din original la |archive-url= necesită |archive-date= (ajutor), accesat în 5 iunie 2020 Lipsește sau este vid: |title= (ajutor)
2. ↑  Riksdagens protokoll 2003/04:131 Fredagen den 18 juni, accesat în 30 iunie 2021
3. ↑  Riksdagens protokoll 2003/04:24 Måndagen den 10 november, accesat în 29 iunie 2021
4. ↑  Riksdagens protokoll 2003/04:132 Lördagen den 19 juni, accesat în 30 iunie 2021
5. ↑  Deputații în Parlamentul European